# Federação Georgiana de Voleibol
A Federação Georgiana de Voleibol  (em georgiano:ფედერაქაო ქართა დე ვოლიბოლი PKV) é  uma organização fundada em 1991 que governa a pratica de voleibol nas Geórgia, sendo membro da Federação Internacional de Voleibol e da Confederação Europeia de Voleibol, a entidade é responsável por  organizar  os campeonatos nacionais de  voleibol masculino e feminino no país.